# Empis brandti
Empis brandti är en tvåvingeart som beskrevs av Igor Shamshev, Grootaertshamshev och Patrick Grootaert 2005. Empis brandti ingår i släktet Empis och familjen dansflugor. Inga underarter finns listade i Catalogue of Life.